# Costa Adeje

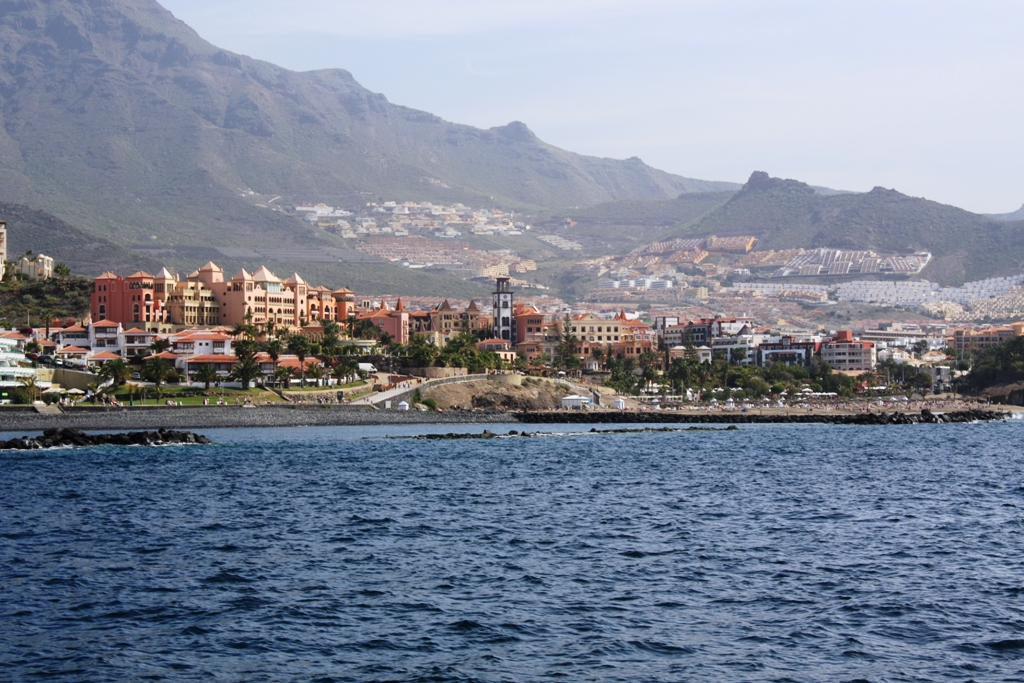
Wybrzeże Adeje

Costa Adeje (hiszp. Wybrzeże Adeje) - nazwa nadana kilku miejscowościom na południowo-zachodnim wybrzeżu Teneryfy (Wyspy Kanaryjskie, Hiszpania) w gminie Adeje, które razem tworzą duży ośrodek turystyczny.
Miejscowości te powstałe na dawnych terenach rolnych, zaczęły się rozwijać w kierunku turystycznym od lat 70. XX wieku. W skład Costa Adeje wchodzą poszczególne dzielnice: Playa de las Américas, San Eugenio, Torviscas, Playa Fañabé, El Beril, Playa del Duque, La Caleta, El Puertito, Playa Paraíso, Callao Salvaje. Część Playa de las Américas i Los Cristianos, które należą do gminy Arona, turystycznie również zaliczane są do Costa Adeje.
Costa Adeje jest jednym z głównych kierunków turystycznych na Teneryfie, a to za sprawą łagodnego klimatu, który dzięki pasatom, utrzymuje się tutaj przez cały rok. Średnia roczna temperatura to 24°C, zimą 23°C, a latem 28°C.